# TEC-5
TEC-5 (Oekraïens: Харківська ТЕЦ-5, Charkivska TEC-5) is een thermische elektriciteitscentrale in Charkov, Oekraïne die vooral bedoeld is om de stad van warmte te voorzien.
De bouw van de centrale, een halve kilometer buiten de woonwijken aan de westkant van de stad, startte in 1972. De 330 meter hoge schoorsteen van de centrale, iets hoger dan de antennes van de Eiffeltoren, werd voltooid in 1991. De onvoltooide (2001) centrale levert zowel elektriciteit als warmte. Als de centrale voltooid is moet ze 7500 GJ/uur aan warmte en 540 MW aan elektriciteit kunnen leveren.
Volgens gegevens van de centrale was de productie van elektriciteit en warmte in 2008 de laagste van dat decennium, beide iets lager dan in 2000:
- De elektriciteitsproductie steeg van 2000 tot 2004 en daalde daarna. De productie van 2008 was, met minder dan 1500 GWh, nog maar de helft van die in 2004. In elk jaar was ongeveer 200 GWh van de productie voor eigen gebruik.
- De warmteproductie van 2008 was slechts 5,5 miljoen GJ; in 2003 werd ruim 40% meer warmte geproduceerd, in 2006 bijna 40% meer dan in 2008.[4]